# Agostino Bertani
Agostino Bertani (Milánó, 1812. október 19. – Róma, 1886. április 30.) olasz orvos és politikus.

## Élete
A párizsi egyetemen orvosi tanulmányokat folytatott és mint sebész kiváló hívnévre tett szert. Az 1848-as év őt is a politika terére sodorta és mint heves republikánus Garibaldihoz csatlakozott, akinek oldala mellett működött később is az 1859-es és a szicíliai hadjáratokban. 1861-től Genovában élt mint gyakorló orvos és mint egy kémiai gyár részvényese. Amellett tagja volt 1860-tól 1880-ig az olasz parlamentnek, ahol a radikális köztársasági párthoz tartozott és 1878-ban részt vett a Lega della democrazia alapításában. 1882-ben mint Milánó képviselője ismét a parlamentbe került. Életrajzát megírta Mario: Bertani e i suoi tempi (Milano 1888).